# درمان فوری
درمان فوری (ایتالیایی: Terapia d'urgenza) یک مجموعهٔ تلویزیونی ایتالیایی است که در سال ۲۰۰۸ منتشر شد.

## بازیگران
- میلنا میکونی
- آلسیا بارلا
- النا بارولو
- الیزابتا روکتی
- سیمونه بورلی
- رودلفو کورساتو
- آنتونلا فاتوری
- سرجو مونیتس
- دانیلا اسکارلاتی
- مارکو بازیله
- ماکس پیزو